# Centro Espacial Houston
El Centro Espacial Houston es un importante centro de aprendizaje de ciencias y espacio, el centro oficial de visitantes del Centro Espacial Johnson de la NASA en Houston y un museo afiliado al Smithsonian. La organización es propiedad y está operada por la Fundación de Educación de Vuelo Espacial Tripulado (Manned Spaceflight Education Foundation). Es una institución sin fines de lucro, catalogada como una organización 501 (c)(3). En el Centro Espacial Johnson se lleva a cabo el Control de la Misión y el entrenamiento de astronautas.
El centro abrió sus puertas en 1992 y recibe a más de un millón de visitantes anualmente en su complejo educativo de 23.000 {\displaystyle m^{2}}. Es uno de los principales destinos en Houston que posee el Certificado de Excelencia de TripAdvisor. En el centro se exponen más de 400 objetos espaciales, exposiciones permanentes e itinerantes, atracciones, espectáculos en vivo y teatros dedicados a preservar la historia del programa de vuelos espaciales humanos de Estados Unidos. Dispone de una serie de galerías donde se exponen piezas significativas.
El centro cuenta con amplios programas de educación STEM (siglas en inglés de Ciencias, Tecnología, Ingeniería y Matemáticas) para todas las edades y atrae a más de 200 000 estudiantes y docentes cada año. Según un estudio económico realizado en 2016 por Jason Murasko y Stephen Cotten, profesores asociados de economía en la Universidad de Houston - Clear Lake, genera anualmente un impacto económico de 73 millones de dólares, 925 empleos y 36 millones de dólares en ingresos personales.

## Galería de naves espaciales
Esta galería de artefactos cuenta la historia del vuelo espacial estadounidense e incluye tres naves espaciales, rocas lunares y un Skylab Trainer a gran escala:
- Mercury 9 cápsula (Faith 7) volada por Gordon Cooper
- Gemini 5 cápsula volada por Gordon Cooper y Pete Conrad
- Módulo de comando del Apolo 17 volado por Gene Cernan, Ronald Evans y el Dr. Harrison "Jack" Schmitt
- Módulo Lunar prueba vehículo LTA-8
- Lunar Rover Trainer
- Bóveda de muestras lunares
- Piedra de toque lunar, una de las ocho que se pueden tocar en el mundo.
- Skylab 1-G Trainer
- Proyecto de pruebas Apolo-Soyuz módulo de acoplamiento entrenador

Estos artefactos (excepto Skylab) se exponían anteriormente en el antiguo Centro de Visitantes del Centro Espacial Johnson, en el Edificio 2.

## Plaza Independencia
El Centro Espacial de Houston alberga el exclusivo complejo de exposiciones de Independence Plaza. Esta atracción histórica es la única réplica del transbordador espacial que hay en el mundo, montada en uno de los dos aviones originales del transbordador. Además, la Plaza Independencia es el único lugar donde el público puede ingresar a ambos vehículos. La réplica del transbordador Independence, anteriormente conocida como Explorer, estaba ubicada en el Centro de Visitantes del Centro Espacial Kennedy, pero fue trasladada para dar paso a una nueva sala de atracción permanente para el Transbordador espacial Atlantis. El Independence ahora se muestra en la parte superior de la aeronave transportista retirada, NASA 905. El 14 de agosto de 2014, se completó un trabajo pesado llamado The Rise of Independence para ubicar a Independence en la parte superior de la NASA 905. El avión fue transportado al Centro Espacial Houston desde el aeropuerto de Ellington el 30 de abril de 2014. El centro abrió el complejo de exhibiciones gigantes el 23 de enero de 2016 a un costo estimado de 15 millones de dólares. El complejo gigante es el proyecto más grande para el Centro Espacial de Houston desde su apertura en 1992.

## Viaje en tranvía de la NASA y Rocket Park
El público en general puede visitar el Centro Espacial Johnson solo a través del recorrido en tranvía al aire libre del Centro Espacial de Houston. El recorrido incluye el Edificio 30 (ubicación de la Sala 2 de Control de Operaciones de la Misión Histórica y los Centros de Control de la Misión Chris Kraft), Edificio 9 (ubicación de la Instalación de Maquetas de Vehículos Espaciales) y Rocket Park con un cohete Saturno V restaurado. El recorrido en tranvía visita las instalaciones gubernamentales que están sujetas a disponibilidad y pueden cerrarse temporalmente a los visitantes sin previo aviso.
La primera etapa de este cohete Saturno V es de SA-514 (originalmente destinado para el Apolo 19 cancelado), la segunda etapa de SA-515 (originalmente destinada para el Apolo 20 cancelado) y la tercera etapa de SA-513, que no fue necesario después de que fue reemplazado por el taller Skylab. SA-513 se programó originalmente para el Apolo 18 cancelado (el resto del cohete se usó para Skylab). El Módulo de mando y servicio del Apolo CSM-115a (destinado al Apolo 19) cubre el extremo puntiagudo. La NASA mostró el Saturno V restaurado, prestado por el Smithsonian, fuera de 1977 hasta 2004, cuando el Smithsonian lo tomó como posesión. Las subvenciones del programa Save America's Treasures, del National Park Service, del National Trust for Historic Preservation y de contribuyentes privados inanciaron la restauración.

## Misión Marte
La exposición Mission Mars se inauguró en enero de 2017 y se desarrolló con la ayuda de la NASA. Se enfoca en el trabajo que la NASA está haciendo ahora para planificar un viaje futuro a Marte. Mission Mars enseña a los visitantes sobre el planeta a través de una variedad de actividades que los transportan al paisaje marciano, incluido un muro de realidad virtual, pronósticos meteorológicos en tiempo real y un meteorito de Marte que los huéspedes pueden tocar. Los visitantes también pueden ver una cápsula de búsqueda Orion de tamaño completo, experimentar un simulador de naves espaciales Orion y echar un vistazo a la próxima generación de rovers marcianos.

## Otras atracciones
- El Space Center Theatre es un teatro de cuatro pisos de altura y resolución 4K que muestra EVA 23 y Mission Control: The Unsung Heroes of Apollo.
- El propulsor original de Galileo de Star Trek: La serie original se presentó el 31 de julio de 2013.
- El tour VIP definitivo se llama el Tour del Nivel 9 y se ofrece a un costo adicional. Tiene una duración aproximada de cinco horas y tiene un conductor y un guía personal para visitar todos los edificios mencionados y otras áreas como el Neutral Buoyancy Lab, la Instalación de maquetas para vehículos espaciales y el Museo de la Estación Espacial Internacional.
- El atril que el presidente John F. Kennedy usó durante su discurso en la Universidad Rice en 1962 y anunció su objetivo de conseguir un estadounidense en la Luna en la década de 1960 se exhibe en el Destiny Theatre.
- Destiny Theatre tiene una pantalla digital de alta definición y muestra un cortometraje histórico, Human Destiny,[9] producido por Bob Rogers (diseñador) y BRC Imagination Arts.[10]
- El live live performance de Living in Space,[11] producido por Bob Rogers (diseñador) y BRC Imagination Arts, emplea tecnología de mapeo de proyección de alta tecnología para ayudar con la presentación educativa en vivo de la vida diaria en la Estación Espacial Internacional.[12]
- Un Stellar Science Show es un programa en vivo que permite a los invitados convertirse en científicos de cohetes a través de experimentos interactivos realizados por un miembro de la tripulación del centro.
- Mission Briefing Center presenta presentaciones en vivo que ofrecen actualizaciones en tiempo real sobre las misiones actuales de la NASA.
- El centro ofrece la oportunidad de tener un "Almuerzo con un astronauta" por un costo adicional.
- Astronaut Gallery muestra una colección completa de trajes espaciales, incluido el traje Apolo 12 de Pete Conrad.
- La Galería de la Estación Espacial Internacional ofrece una mirada al interior de la estación espacial, desde espectáculos en vivo interactivos hasta un Robonauta y artefactos de la estación espacial volada.
- Talon Park tiene un par de jets Talon de la NASA T-38 que saludan a los visitantes en la entrada de la calle al campus del Centro Espacial de Houston.

## Educación
El departamento de educación de la Fundación de Educación del Vuelo Espacial Tripulado en el Centro Espacial de Houston se encuentra entre los principales recursos de educación científica en la nación. Los programas se basan en estándares nacionales de ciencia y se centran en actividades interactivas de ciencia, tecnología, ingeniería y matemáticas (STEM) para inspirar el aprendizaje y desarrollar habilidades de resolución de problemas y pensamiento crítico para todas las edades, especialmente en relación con los vuelos espaciales humanos y la exploración. Los programas incluyen:
- Space Center U - La mejor experiencia educativa en el centro
- Campamentos de día
- Estrellas y STEM
- Viajes al campo
- Scout Camp-Ins
- Academia STEM para niñas
- Experiencias de una noche
- Conferencia de Educadores de Exploración Espacial
- La educación a distancia
- Team building para corporaciones
- Días de escuela en casa
- Tardes sensoriales

## Galería
- Wikimedia Commons alberga una categoría multimedia sobre Centro Espacial Houston.

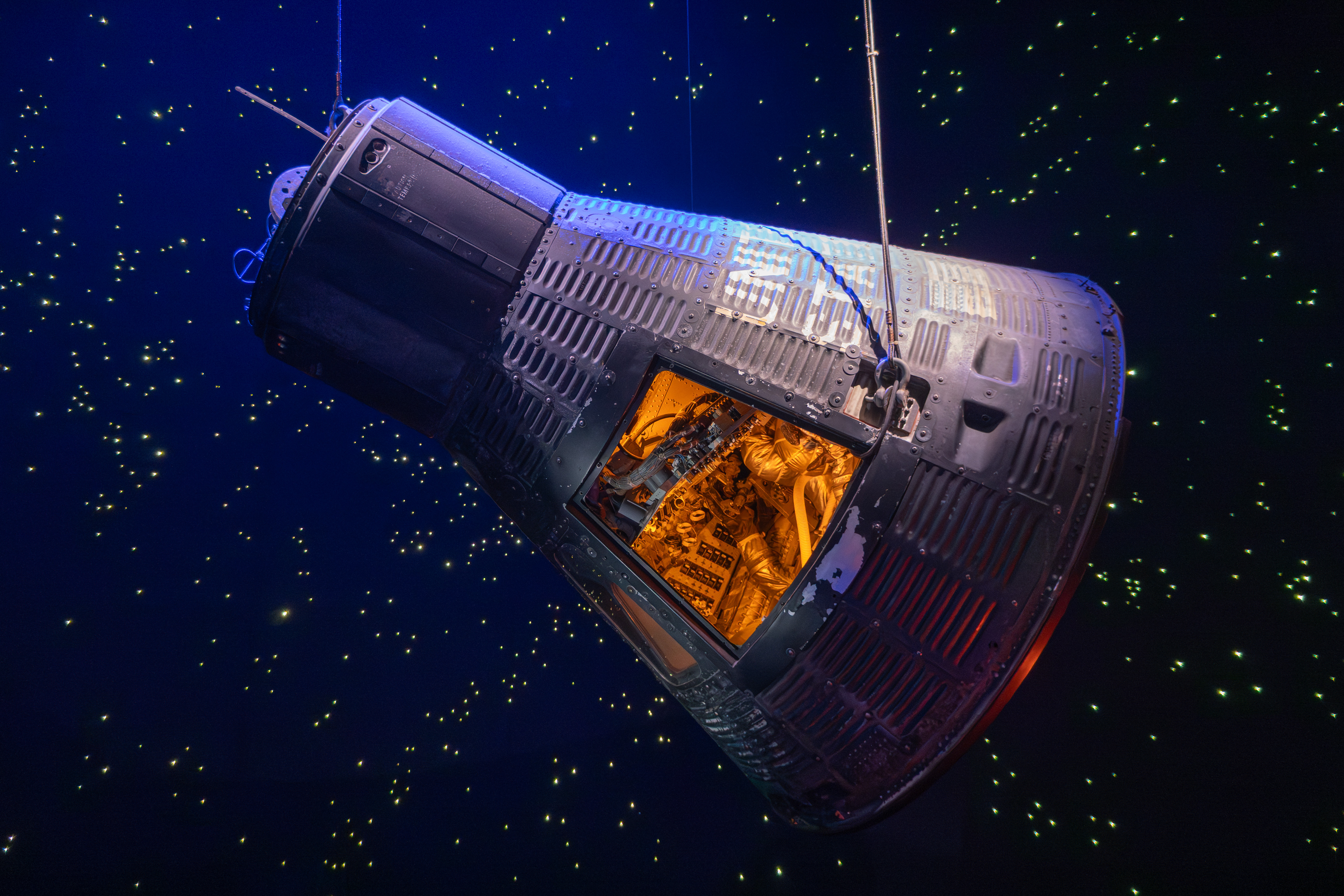
Mercury Faith 7
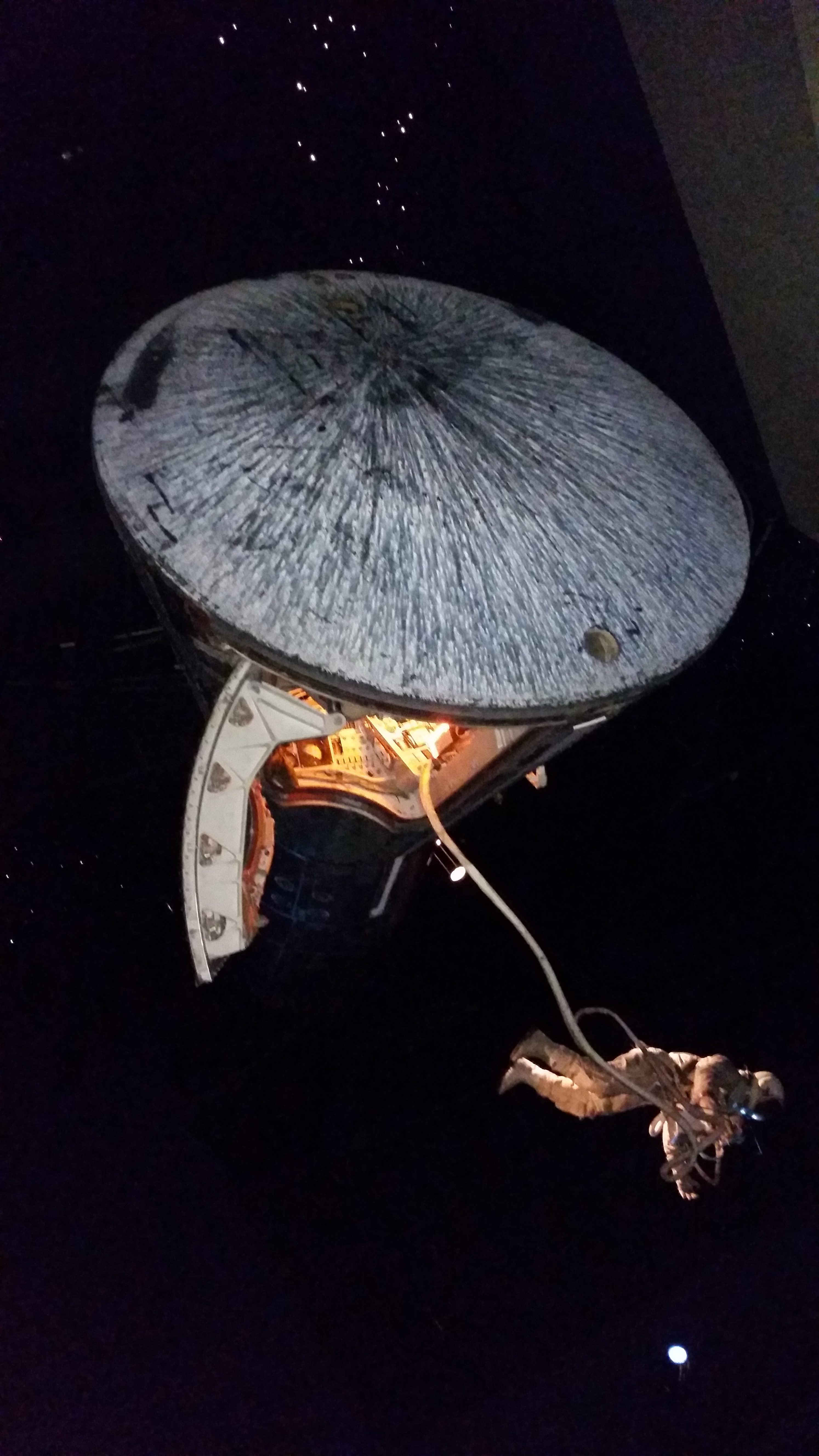
Gemini 5
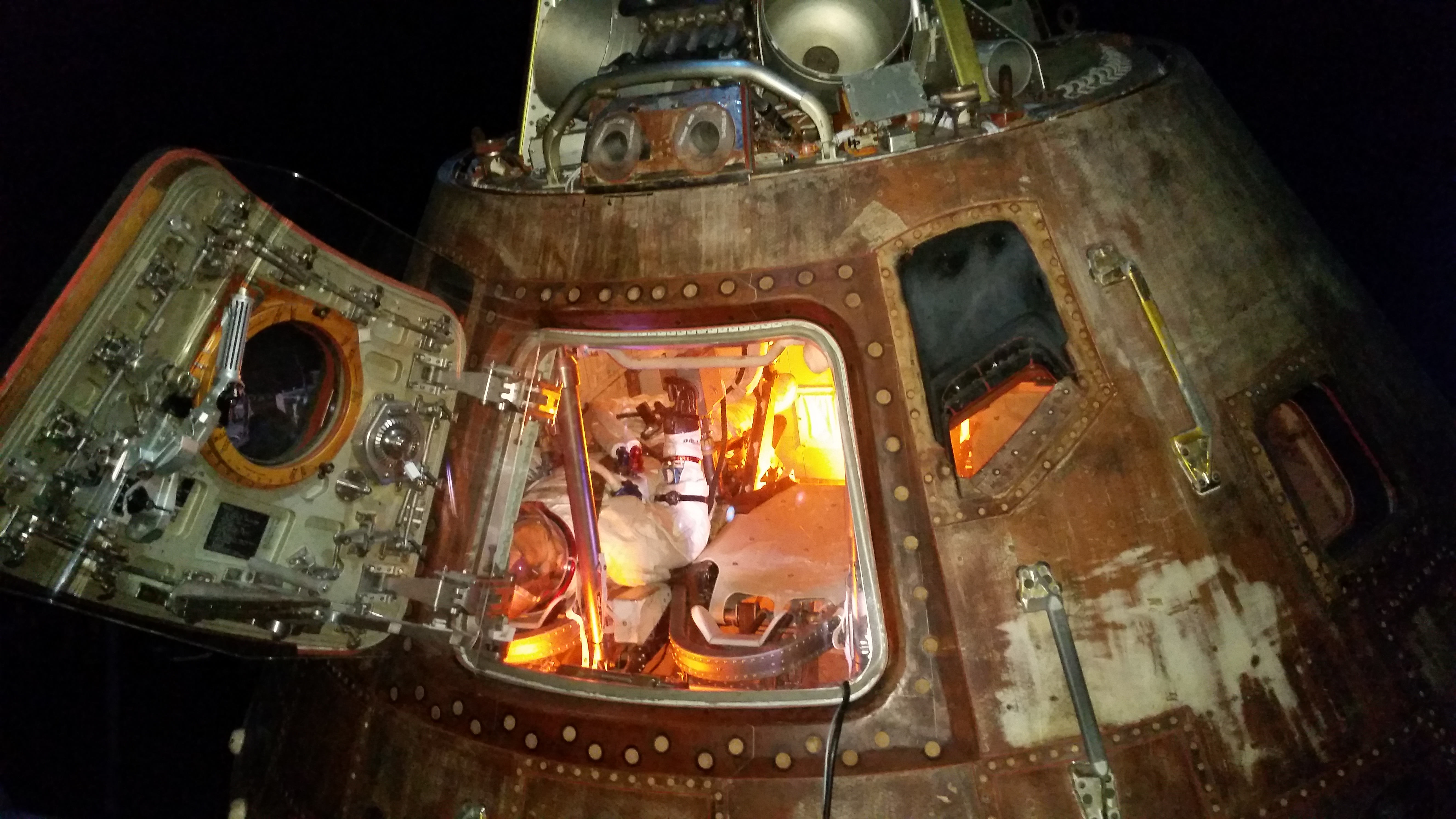
Módulo de comando del Apolo 17.
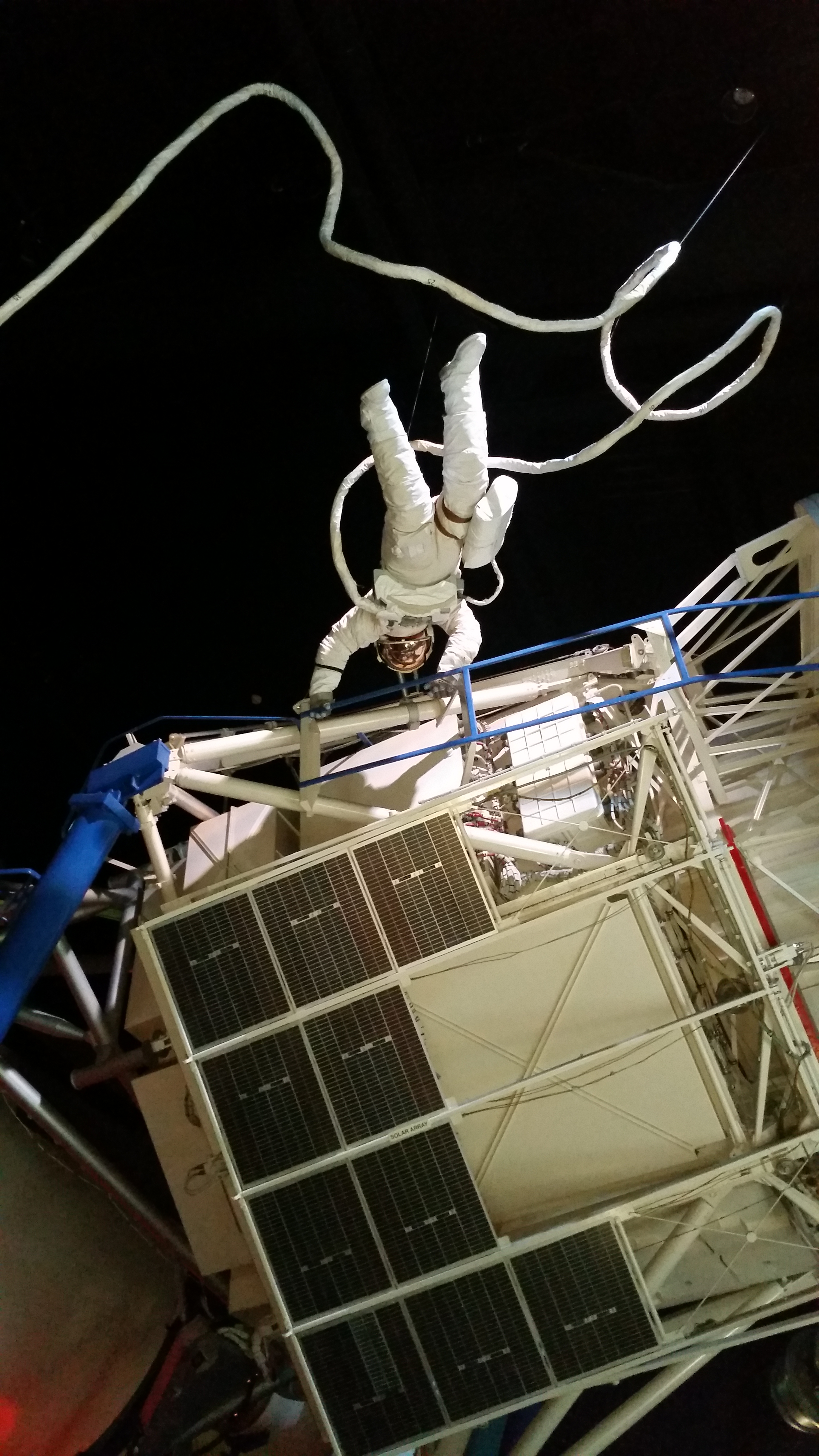
Skylab
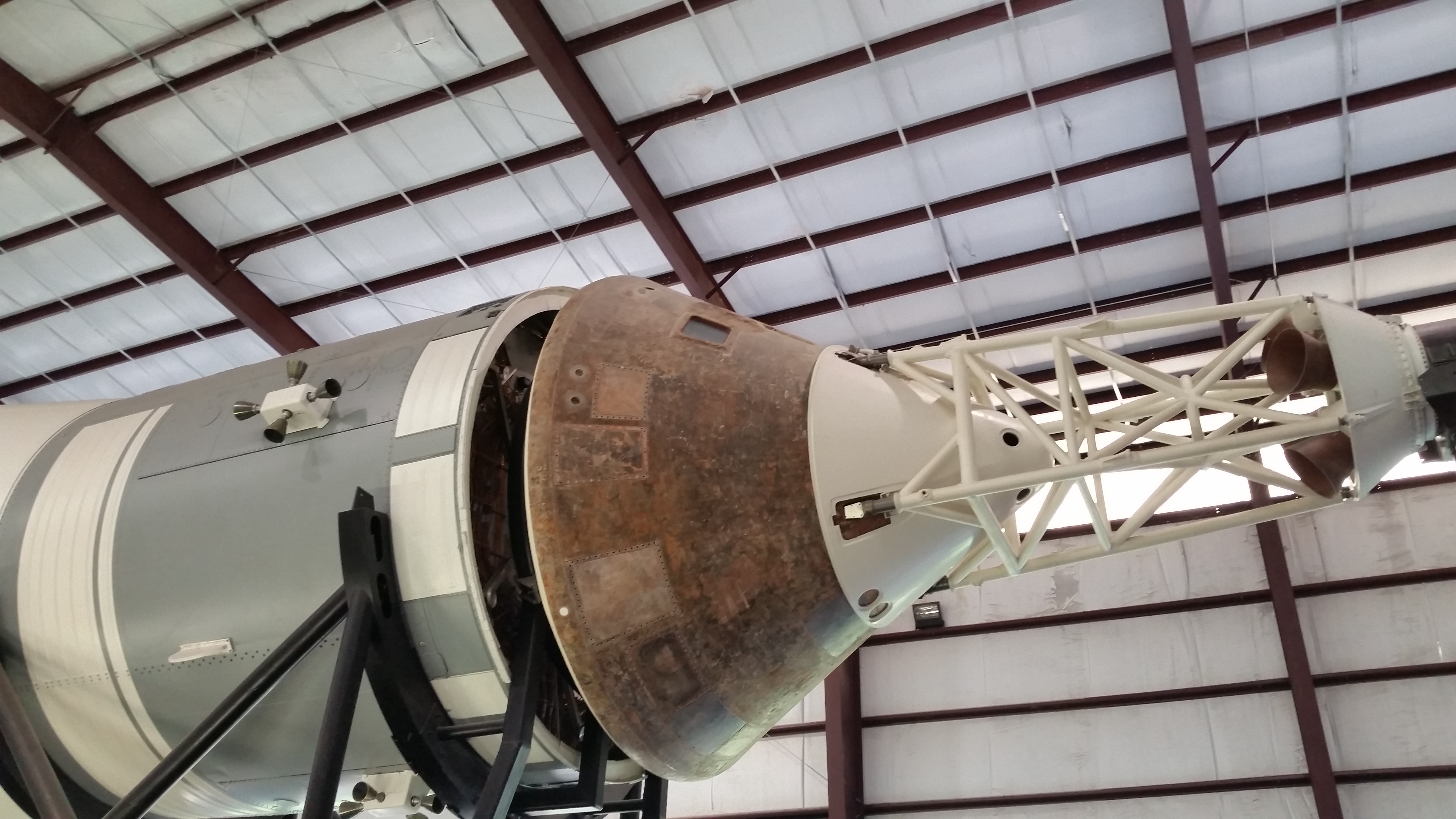
Rocket Park
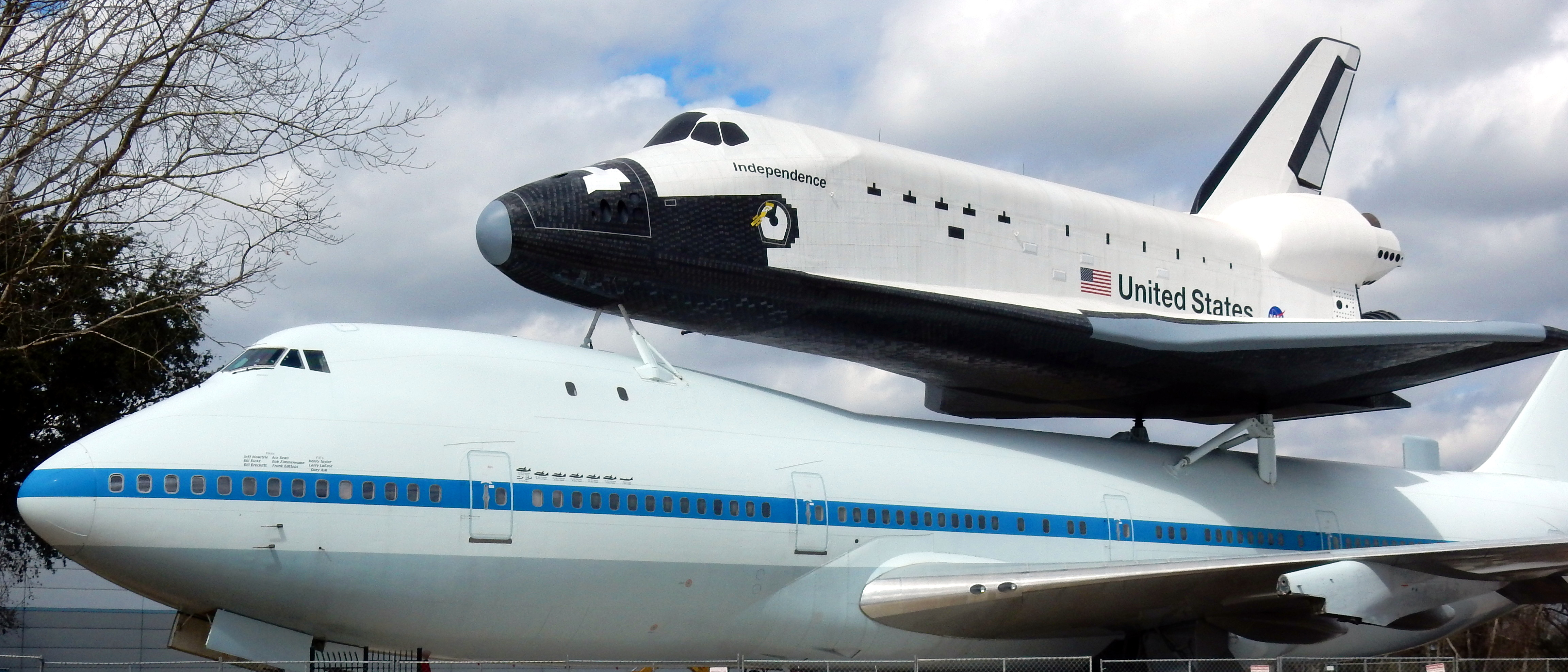
Independence Plaza
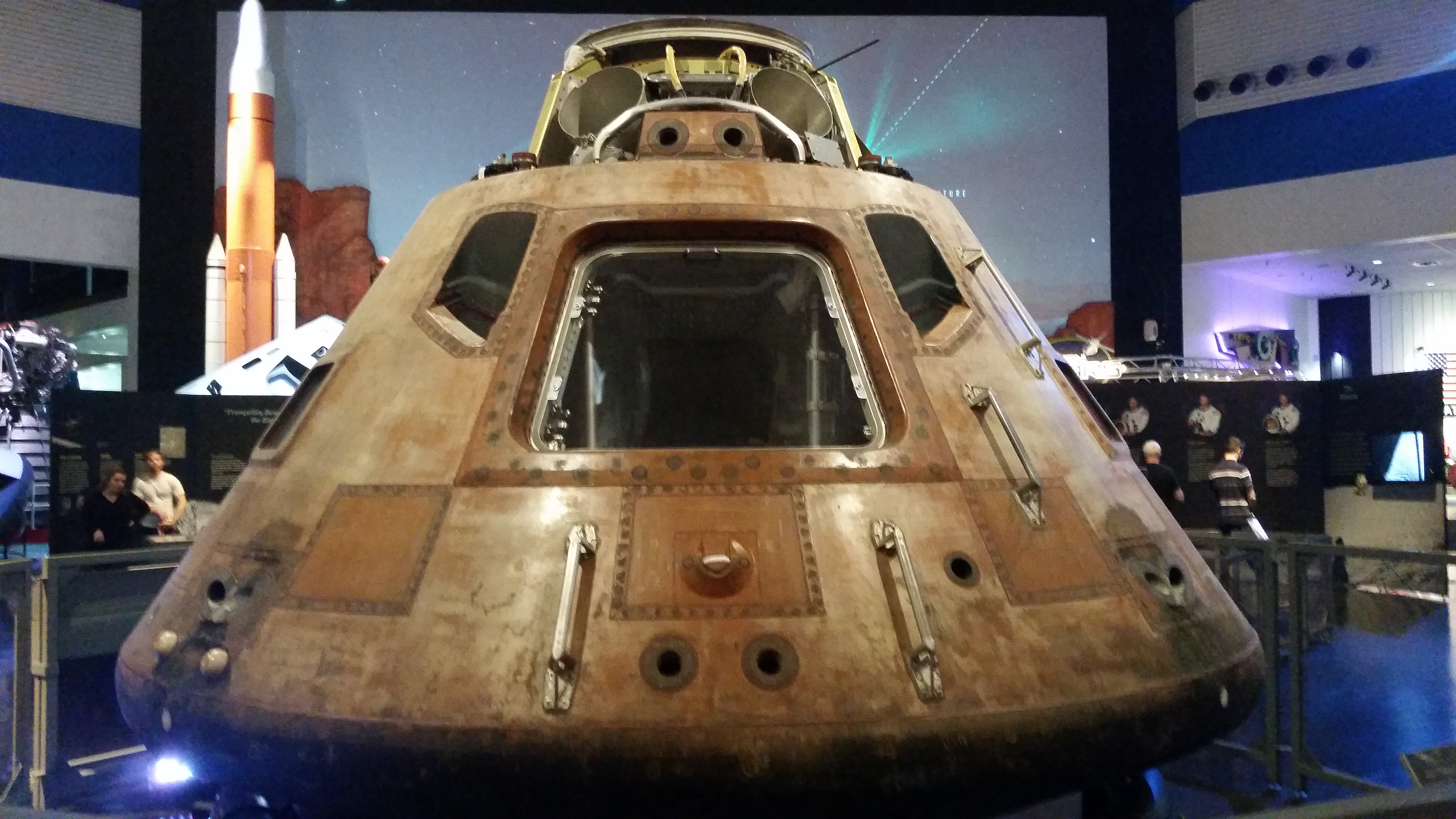
Módulo de comando del Apolo 11.